# Вигівка
Ви́гівка — село Бурштинської міської громади Івано-Франківського району Івано-Франківської області.
Школа закрита (діяльність призупинена, не працює з 01.10.2018).

## Населення

### Мова
Розподіл населення за рідною мовою за даними перепису 2001 року:
| Мова       | Кількість | Відсоток |
| ---------- | --------- | -------- |
| українська | 403       | 99.75%   |
| німецька   | 1         | 0.25%    |
| Усього     | 404       | 100%     |